# José Ángel Gurría

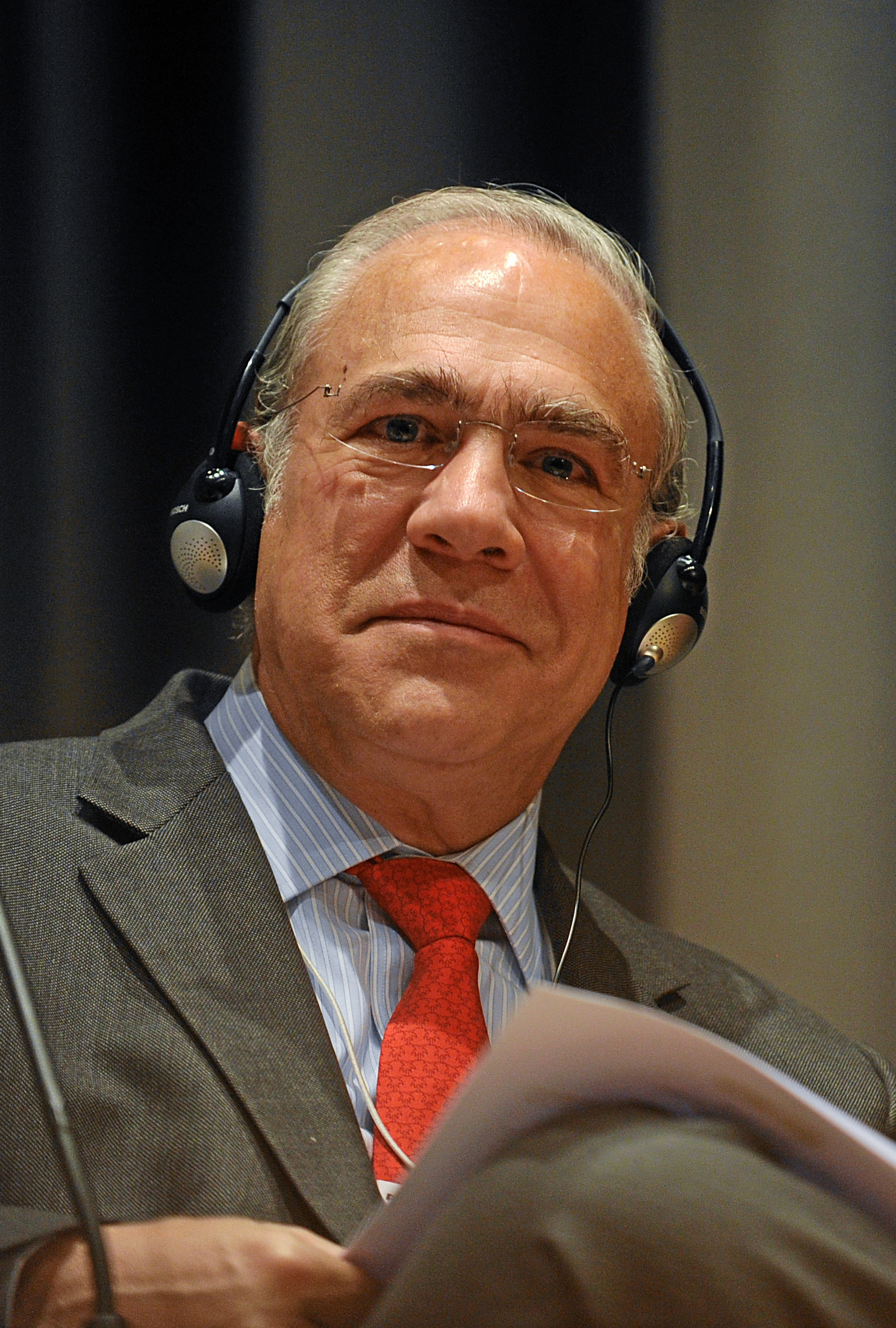
José Ángel Gurría (2013)

José Ángel Gurría Treviño (* 8. Mai 1950 in Tampico, Mexiko) war vom 1. Juni 2006 bis zum 31. Mai 2021 Generalsekretär der OECD.

## Leben
Gurría studierte Wirtschaftswissenschaften an der UNAM. Nach seinem Bachelor dort machte er einen Master an der University of Leeds.
Von 1994 bis 1998 war er Außenminister, von 1998 bis 2000 Finanzminister Mexikos.
Er nahm an den Verhandlungen zum OECD-Beitritt Mexikos, der 1994 stattfand, teil und leitete als zuständiger Minister im Jahr 1999 den OECD-Ministerrat.
Gurría erhielt Ehrendoktorwürden von der Universidad del Valle de México, der Universität Rey Juan Carlos, der privaten Universidad Europea de Madrid sowie von den Universitäten Leeds, Haifa und Bratislava.
Am 1. Juni 2021 wurde Gurría als OECD-Generalsekretär von Mathias Cormann abgelöst.